# 鶴羽肇
鶴羽肇（つるは はじめ、1932年6月30日 - 2023年11月12日）は、日本の経営者。ドラッグストアチェーン、ツルハホールディングス初代社長。
北海道上川郡東旭川村（現・旭川市）出身。

## 経歴
北海道上川郡東旭川村で鶴羽薬師堂（旭川市4条）経営者の平民鶴羽勝の次男として生まれる。旧制旭川中学を経て新制旭川東高校、京都大学医学部薬学科を卒業し、父親の強い要望が有り、厚生官僚の道を諦め、家業の鶴羽薬師堂に薬剤師として就職。
1956年父のツルハ薬局創業に伴いツルハ薬局に転籍、1959年より国鉄購買部が一般販売を始めたため家業のツルハ薬局が廃業の危機に陥る。1961年から経営危機の改善のために旭川市内で国鉄、国策パルプの購買以外では初の薬の廉売を始めた。それに対して旭川市薬業組合からは除名され、医薬品メーカーや卸問屋からも商品を提供されない苦境に陥った。そのなかで山城製薬から商品の提供を受け、売り上げを伸ばす。現在もツルハグループがカネボウ化粧品を主力商品とするのはこの時の恩が有るからである。
1963年、ツルハ薬局を法人化し、専務取締役に就任。1964年、弟で勝社長の三男の樹が進学先の大商大近くのセルフ薬局の方式を導入するように進言、勝社長が視察に訪れた。
1967年、ツルハ薬局をセルフ販売方式に転換するとともに日用品も扱うドラッグストアに業態転換。
1970年、売り上げが1963年の8倍まで伸びると、2号店の出店を検討したが、道の許可が下りず、断念する。
1972年、従来の薬局の認可で2号店である旭川花園店を地場スーパーのふじショッピングセンター内に開店。
1973年、同様に3号店である旭川旭町店開店。アメリカ視察、巨大ドラッグストアチェーン店を見て業態転換を志向する。
1974年、4号店である千代田店を鶴羽家の地元東旭川村に開店。
1975年、薬事法の距離規制に違憲判決が下され、法改正となり、廉売のドラッグストア出店が可能となる。(株)クスリのツルハコントロールセンター創業、代表取締役に就任。1977年、父親である勝社長の死去に伴い株式会社ツルハ薬局の社長を兼ねる。5号店でドラッグストア2号店の旭川近文店を生協の向かいに開店。
1997年、株式会社ツルハの社長を弟樹に譲り、代表取締役会長に就任。社会福祉法人鶴翔福祉会設立、理事長に就任。
1999年、社長を弟の樹に譲り、代表取締役会長に就任。
2002年、NPO法人ツルハ医療介護協会設立、理事長に就任。
2005年、株式会社ツルハホールディングス設立、代表取締役会長に就任。
その後、国内外に多店舗展開を進める。
2012年に国内店舗1,000店を突破し、国内ドラッグストア業界首位となる。
2023年11月12日死去。91歳没。